# Ліннеус (Мен)
Ліннеус (англ. Linneus) — місто (англ. town) в США, в окрузі Арустук штату Мен. Населення — 947 осіб (2020).

## Демографія
Згідно з переписом 2010 року, у місті мешкали 984 особи в 382 домогосподарствах у складі 272 родин. Було 588 помешкань
Расовий склад населення:
| - 96,6 % — білих - 1,8 % — корінних американців - 0,8 % — чорних або афроамериканців - 0,1 % — азіатів |

До двох чи більше рас належало 0,6 %. Частка іспаномовних становила 0,4 % від усіх жителів.
За віковим діапазоном населення розподілялося таким чином: 21,1 % — особи молодші 18 років, 66,7 % — особи у віці 18—64 років, 12,2 % — особи у віці 65 років та старші. Медіана віку мешканця становила 42,7 року. На 100 осіб жіночої статі у місті припадало 109,4 чоловіків;  на 100 жінок у віці від 18 років та старших — 103,7 чоловіків також старших 18 років.
Середній дохід на одне домашнє господарство  становив 51 709 доларів США (медіана — 44 375), а середній дохід на одну сім'ю — 63 439 доларів (медіана — 51 071). Медіана доходів становила 48 194 долари для чоловіків та 31 458 доларів для жінок. За межею бідності перебувало 13,7 % осіб, у тому числі 12,5 % дітей у віці до 18 років та 21,2 % осіб у віці 65 років та старших.
Цивільне працевлаштоване населення становило 299 осіб. Основні галузі зайнятості: освіта, охорона здоров'я та соціальна допомога — 23,1 %, мистецтво, розваги та відпочинок — 17,4 %, роздрібна торгівля — 10,7 %, публічна адміністрація — 8,4 %.